# Лікорінус
Лікорінус (від дав.-гр. Λυκος — «вовк» і ρινχος — «морда») — рід гетеродонтозаврових птахотазових динозаврів з ранньоюрських (від геттангу до синемюру) відкладів формації Елліот, розташованої в Капській провінції, Південна Африка.

## Опис
Лікорінус, включаючи рештки, описані Крістофером Гоу в 1975 році як ланазавр, був невеликим (1,2 метра в довжину) травоїдним динозавром, попри його довгі ікла.

## Історія відкриття

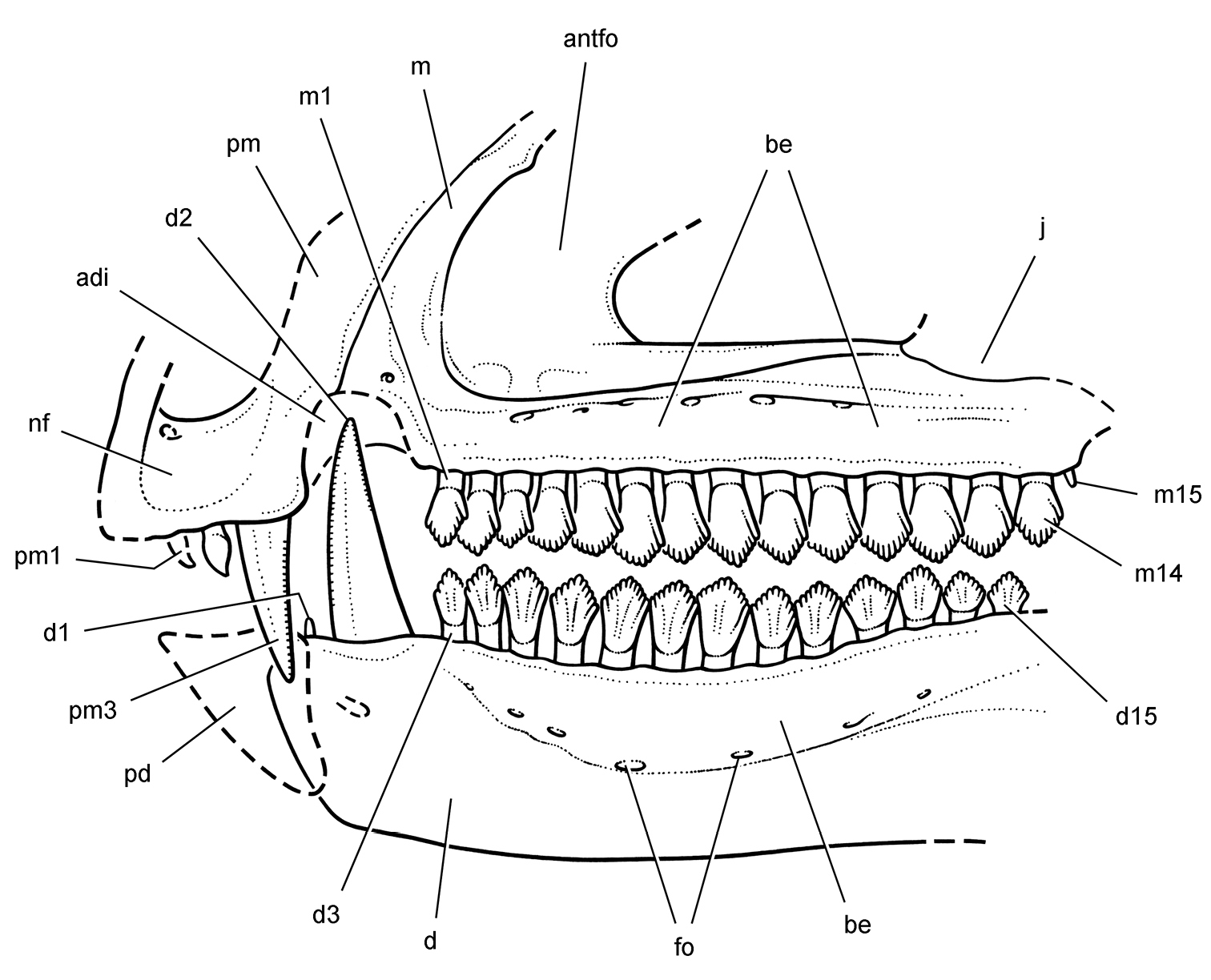
Схема черепа

Викопний матеріал складається з нижньої та верхніх щелеп, звідси й характерна назва Lycorhinus angustidens, яку південноафриканський палеонтолог Сідні Хотон приписав решткам у 1924 році. Родова назва означає «вовча морда», оскільки спочатку скам'янілість помилково ідентифікували як цинодонта, а видова назва означає «стиснутий зуб».
Голотип, SAM 3606, складається з нижньої щелепи, знайденої доктором М. Ріконо. Було названо ще три види лікорінуса. Lycorhinus parvidens був описаний Робертом Брумом, а Lycorhinus tucki — Річардом Ентоні Тулборном у 1970 році, з перейменуванням Heterodontosaurus tucki, але всі вони не знайшли визнання. Lycorhinus consors, названий Тулборном у 1974 році, був перейменований Джеймсом Хопсоном у 1975 році на абріктозавра.

### Ланазавр
Типовим і єдиним видом ланазавра є L. scalpridens, описаний Крістофером Гоу в 1975 році з того ж регіону, що й лікорінус. Родова назва походить від лат. lana — «шерсть» і грец. saurus — «ящір», на честь професора Альфреда Волтера Кромптона, якого прозвали «Пухнастик» через його кудлате волосся. Видова назва походить від лат. scalprum — «долото» і dens — «зуб». Вона базується на голотипі — BP/1/4244 — частковій кістці верхньої щелепи, знайденій у формації Елліот, Фрі-Стейт. Щелепа демонструє типову схему заміни зубів, де під час кожного циклу оновлюється кожен третій зуб.
Сам Гоу в 1990 році дійшов висновку, що голотип ланазавра насправді був зразком Lycorhinus angustidens. З того часу це стало загальноприйнятим.

## Палеобіологія
Харчувався лікорінус рослинною їжею, хоча на верхній і нижній щелепах у нього росли зуби, на зразок великих іклів, характерних для м'ясоїдних тварин. Можливо, ікла служили засобом захисту від хижаків, для яких він міг стати легкою здобиччю. Дзьобом, позбавленим зубів, лікорінус відщипував пагони та жував їх тупокінцевими зубами[джерело?].

## Класифікація
Вважається, що L. angustidens є родичем гетеродонтозавра. Лише в 1962 році Альфред Волтер Кромптон встановив, що лікорінус належить до птахотазових динозаврів. У 1971 році Тулборн виділив окрему групу Lycorhinidae, але в 1972 році Пітер Гальтон прирівняв цю групу до Heterodontosauridae.